# Жилле, Николя-Франсуа
Николя-Франсуа Жилле (фр. Nicolas-François Gillet; 2 марта 1709, Мец — 7 февраля 1791, Пуасси) — французский скульптор, занявший видное место в истории русского искусства; профессор, член Совета, адъюнкт-ректор Императорской Академии художеств.

## Биография
Николя-Франсуа Жилле родился 2 марта 1709 года в городе Меце.
Был учеником лотарингского скульптора Ламбера-Сижисбера Адана (1700—1759). В 1746—1752 гг. работал в Италии, в Риме, затем во Франции. Пользуясь известностью во Франции и будучи членом Парижской академии изящных искусств, прибыл, по приглашению И. И. Шувалова, в ноябре 1757 года в Санкт-Петербург и поступил на службу по контракту, во вновь учреждённую Императорскую Академию художеств профессором скульптуры, сроком на три года, но исполнял эту должность в течение двадцати лет.
В Академии в 1764—1766 гг. Жилле возглавлял класс «орнаментной скульпторы», выполнял декоративные рельефы, вазы, малую пластику для фарфора. Учил рисованию с гипсовых слепков и лепке из глины. В 1760 г. основал класс рисования с натуры.
Жилле — выдающийся учитель целого поколения русских скульпторов. За двадцать лет преподавания в Академии он возвёл обучение скульптуре на высокий профессиональный уровень. Среди его учеников — все крупные мастера скульптуры русского классицизма: Ф. И. Шубин, Ф. Г. Гордеев, М. И. Козловский, И. П. Мартос, Феодосий Ф. Щедрин, А. М. Иванов, И. П. Прокофьев и практически все остальные русские ваятели, обучавшиеся в академии с 1758 по 1778. В 1767 Н.-Ф. Жилле был произведён в адъюнкт-ректоры академии. В 1777 г. вернулся в Париж.
В 1778 году, по собственному желанию, был уволен со службы в этом учреждении, с пенсией по 400 руб. в год, и уехал на родину (в Мец). Николя-Франсуа Жилле умер 7 февраля 1791 года в Пуасси.
Его дочери Елизавета и София также стали художниками, первая занималась портретом, вторая натюрмортами, в 1774 году обе были приняты в качестве «назначенных» художников Императорской академией художеств. Известно, что Елизавета (Элизабет) также вернулась на родину и вышла замуж за художника Этьена де ла Валле-Пуссена (Étienne de La Vallée-Poussin), в её доме отец и скончался. Софи оставалась в России по меньшей мере до 1797 года, у неё был свой магазин (maison de commerce). В 1782 она вышла замуж за Эдуара-Франсуа Жюбена (Edouard-François Jubin), подполковника почётной гвардии императрицы; её внучка — писательница Софи Дуэн.

## Творчество
Декоративные вазы работы Жилле восходят к античности, но его индивидуальный стиль колебался между рококо и неоклассицизмом. Небольшие терракотовые статуэтки нимф работы Жилле близки произведениям Франсуа Буше и Эдме Бушардона, а также предвещают слегка сентиментальные произведения французского скульптора Клода-Франсуа Мишеля, прозванного Клодионом. Творчество Жилле в России, продолженное работами его учеников, послужило звеном, связующим эстетику елизаветинского рококо и последующего периода екатерининского классицизма.
Из произведений Жилле, выполненных во Франции, известны мраморные статуи: «Парис, подающий золотое яблоко Венере» (1757 году; находится в Лувре, в Париже) и «Геркулес, подносящий Еврисфею эриманфского вепря», каменные группы: «Зефир и Флора» и «Вертумн и Помона» и некоторые другие.

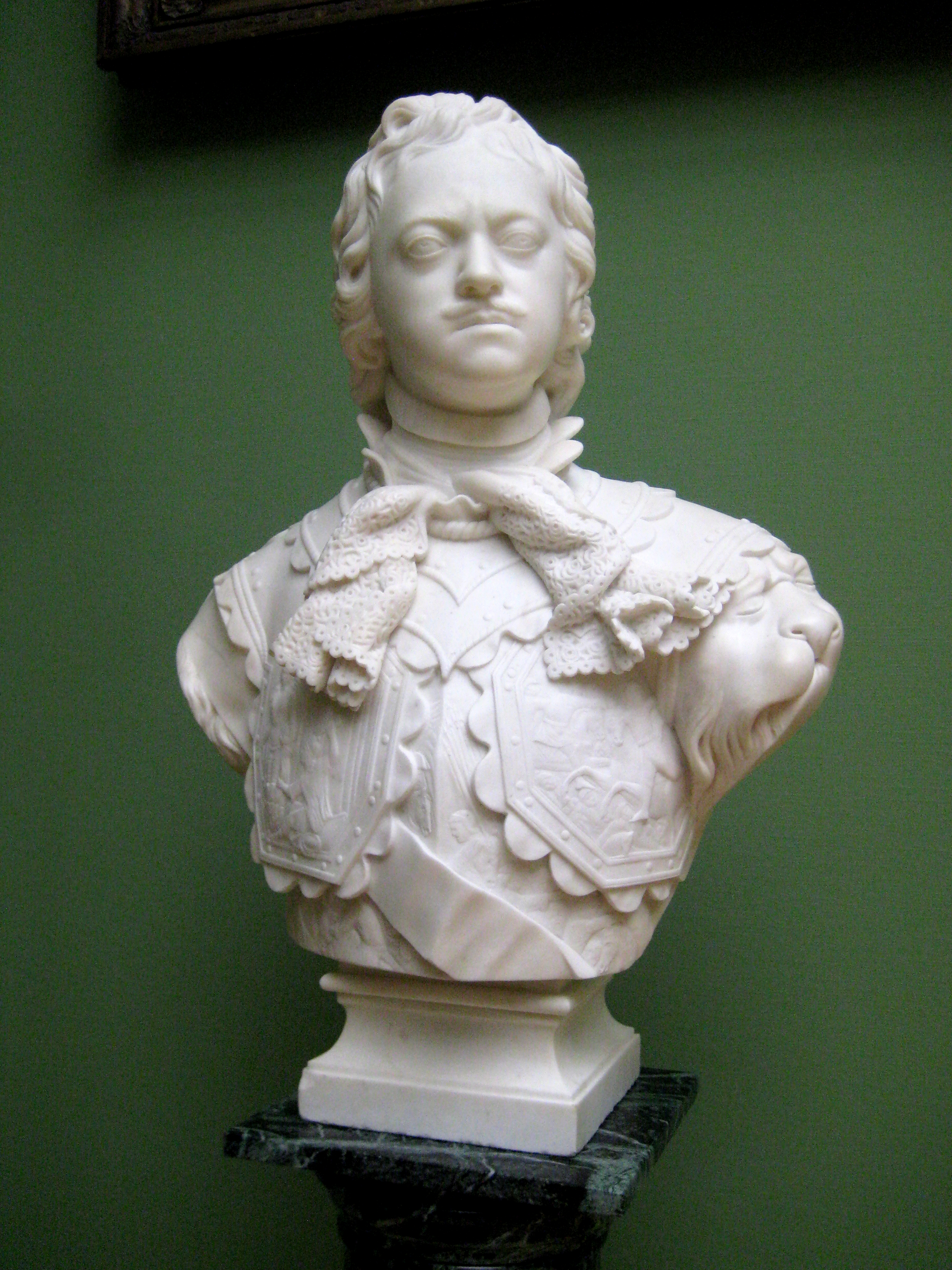
Бюст Петра Великого
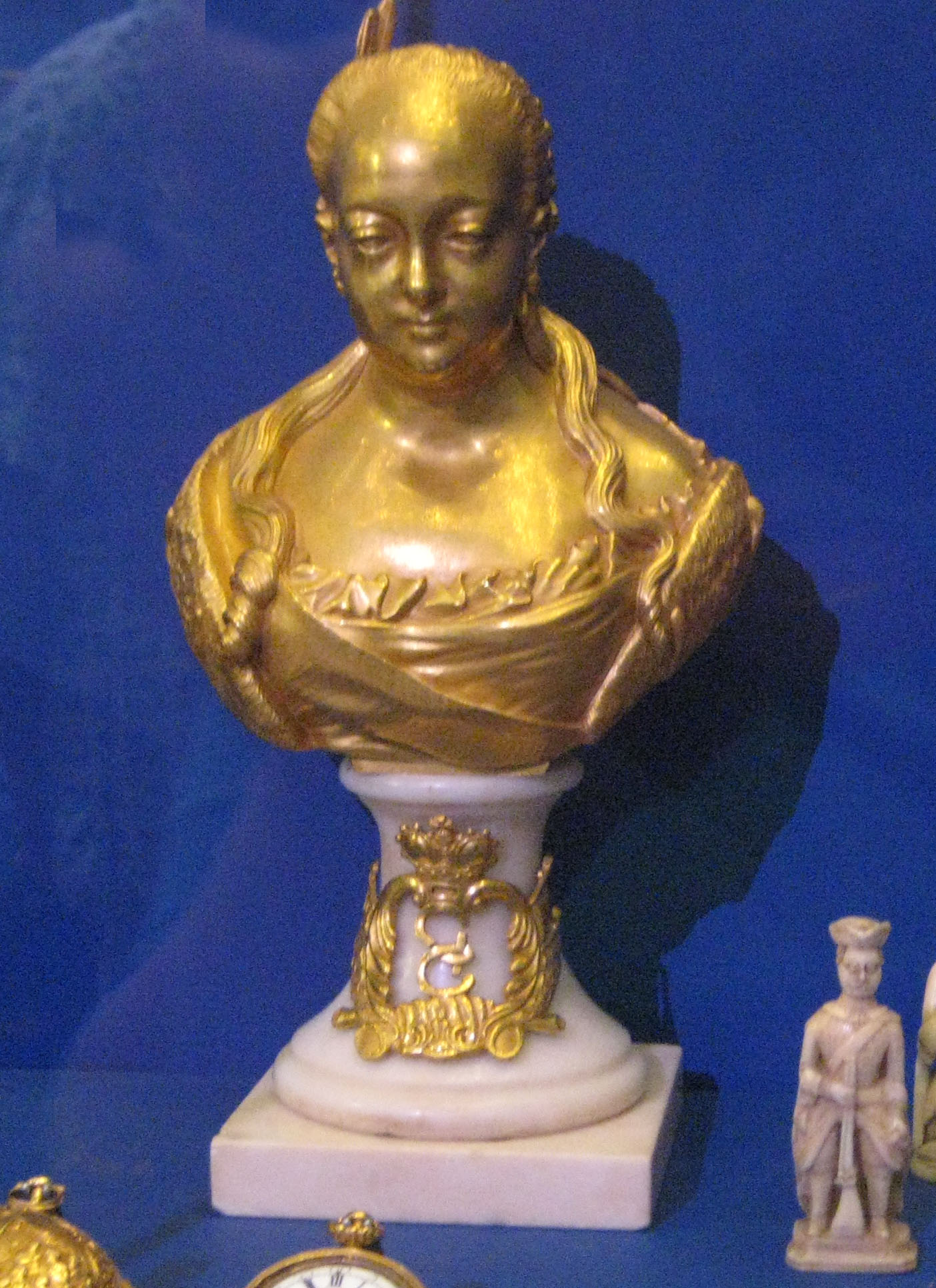
Бюст императрицы Елизаветы
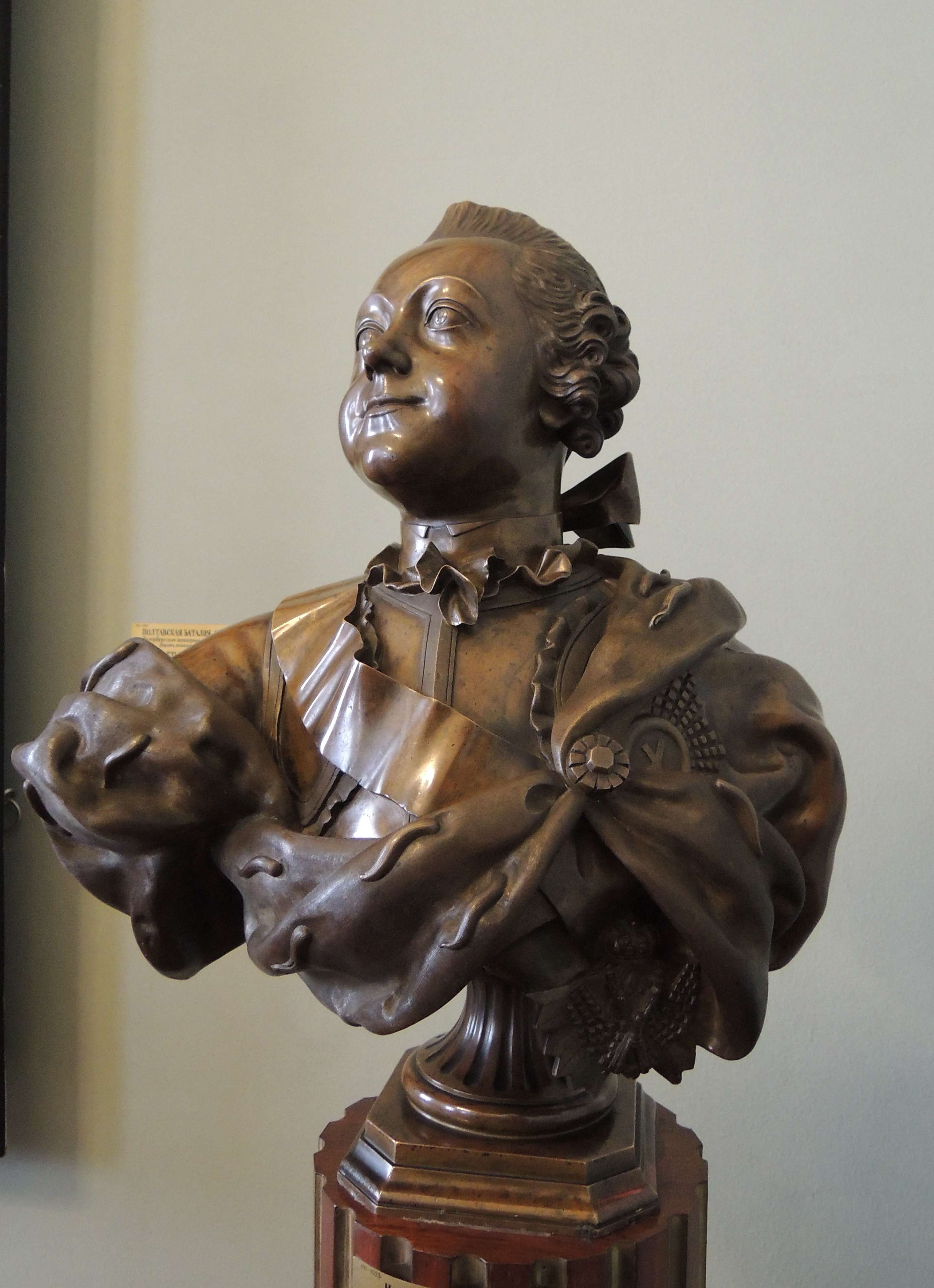
Бюст императора Павла I
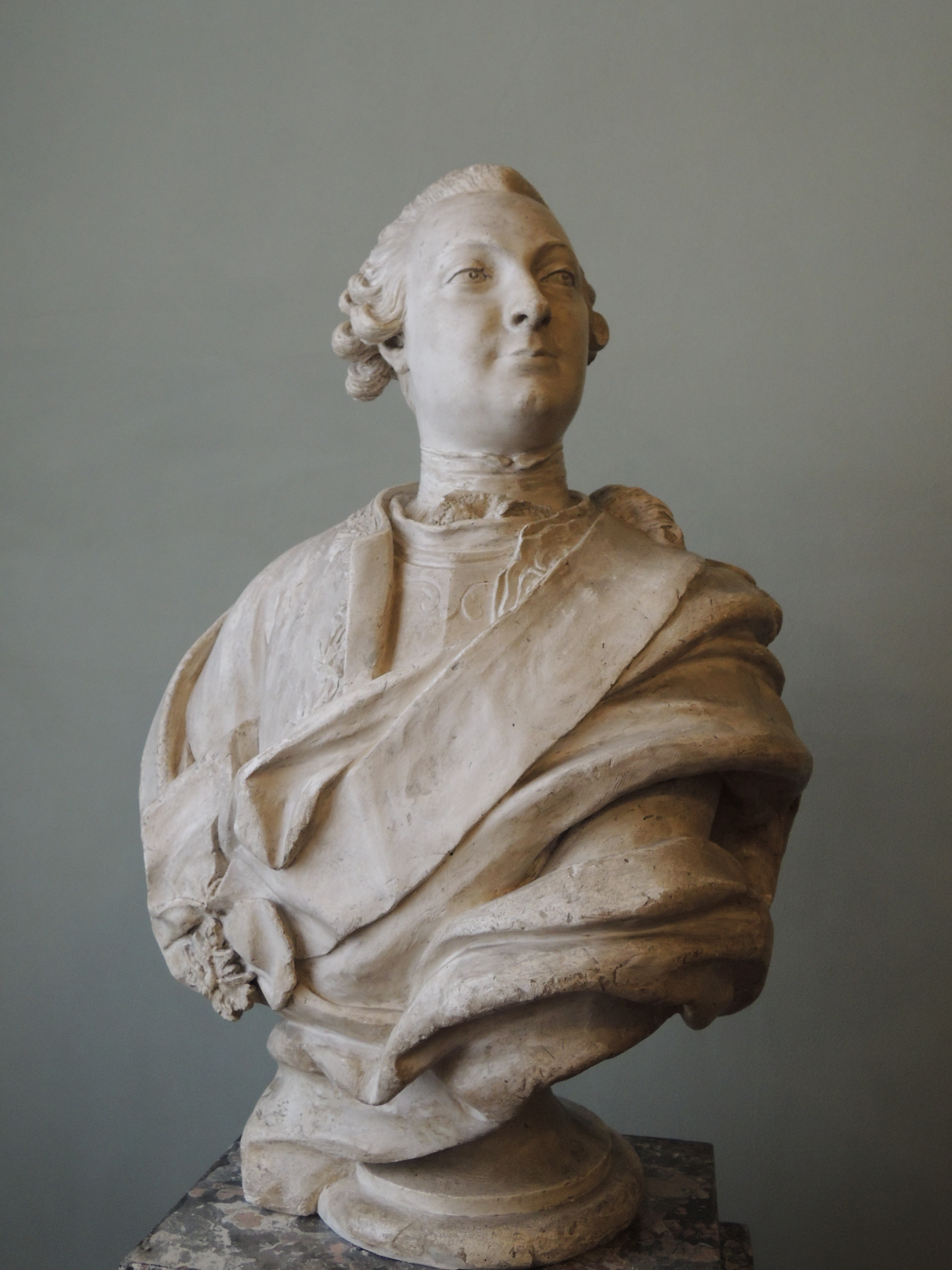
Бюст И. И. Шувалова
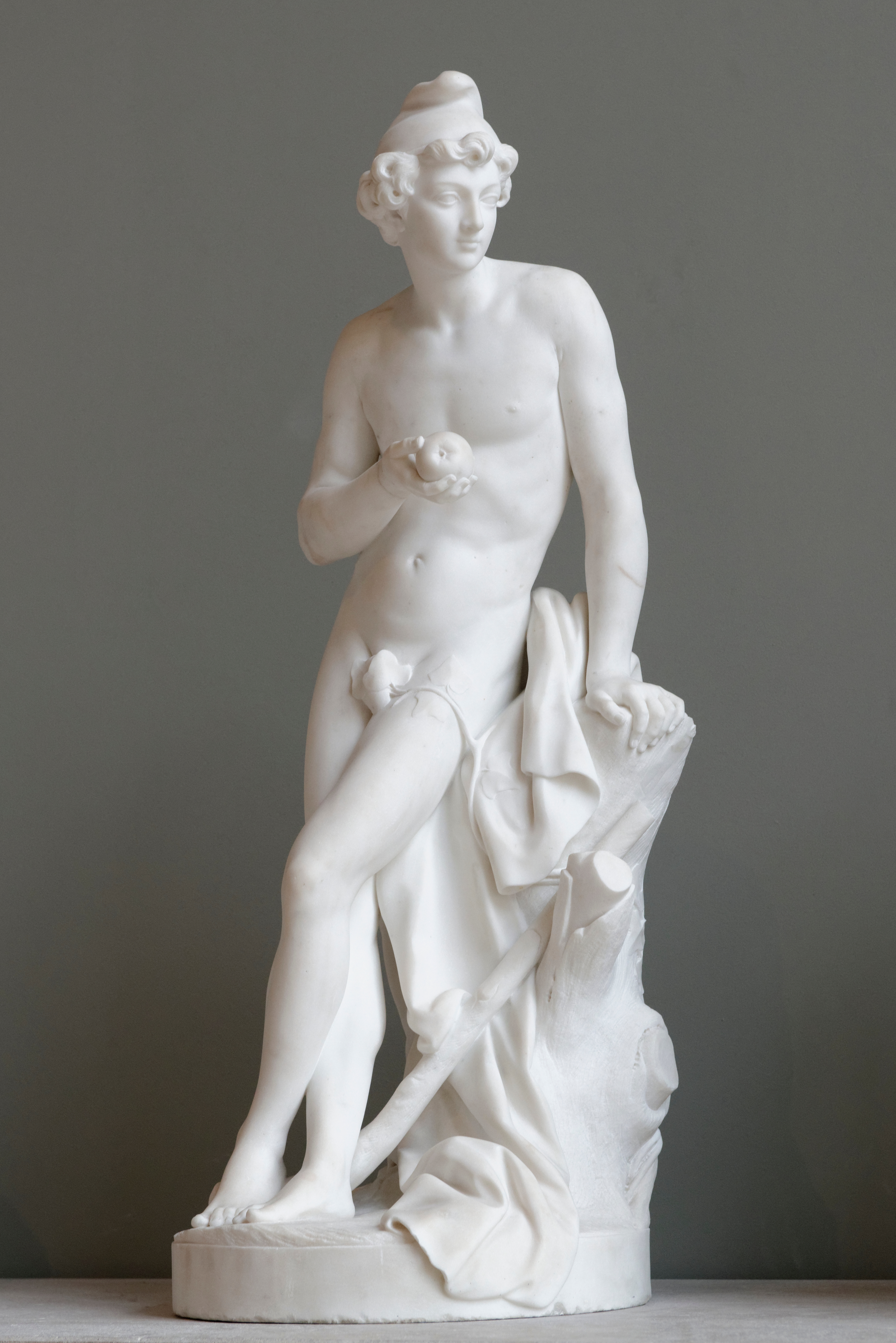
Парис, подающий золотое яблоко Венере